# Italo Ponis
Italo Ponis fue un deportista italiano que compitió en remo. Ganó cinco medallas en el Campeonato Europeo de Remo entre los años 1895 y 1901.

## Palmarés internacional
| Campeonato Europeo | Campeonato Europeo | Campeonato Europeo | Campeonato Europeo |
| Año                | Lugar              | Medalla            | Prueba             |
| ------------------ | ------------------ | ------------------ | ------------------ |
| 1895               | Ostende (Bélgica)  | Medalla de bronce  | Ocho con timonel   |
| 1897               | Pallanza (Italia)  | Medalla de plata   | Ocho con timonel   |
| 1898               | Turín (Italia)     | Medalla de plata   | Ocho con timonel   |
| 1898               | Turín (Italia)     | Medalla de bronce  | Cuatro con timonel |
| 1901               | Zúrich (Suiza)     | Medalla de bronce  | Ocho con timonel   |